# Piple (Chitwan)
Piple (nep. पिप्ले) – gaun wikas samiti w środkowej części Nepalu w strefie Narajani w dystrykcie Chitwan. Według nepalskiego spisu powszechnego z 2001 roku liczył on 2454 gospodarstw domowych i 13082 mieszkańców (6485 kobiet i 6597 mężczyzn).